# Svenska mästerskapen i dressyr 1959
Svenska mästerskapen i dressyr 1959 avgjordes i Linköping. Tävlingen var den 9:e upplagan av Svenska mästerskapen i dressyr.

## Resultat
| Placering | Ryttare          | Häst     |
| --------- | ---------------- | -------- |
| 1         | Gehnäll Persson  | Ritz     |
| 2         | Yngve Viebke     | Gaspari  |
| 3         | William Hamilton | Delicado |